# Suhokliivka, Bobrîneț
Suhokliivka (în ucraineană Сугокліївка) este localitatea de reședință a comunei Suhokliivka din raionul Bobrîneț, regiunea Kirovohrad, Ucraina.

## Demografie
Componența lingvistică a localității Suhokliivka
     Ucraineană (90,61%)
     Rusă (5,87%)
     Română (1,37%)
     Belarusă (1,37%)
     Alte limbi (0,39%)
Conform recensământului din 2001, majoritatea populației localității Suhokliivka era vorbitoare de ucraineană (90,61%), existând în minoritate și vorbitori de rusă (5,87%), română (1,37%) și belarusă (1,37%).